# María Rojas
María Elena Rojas (ur. 8 listopada 1988) – wenezuelska judoczka.
Uczestniczka mistrzostw świata w 2007 i 2013. Startowała w Pucharze Świata w 2008, 2010 i 2013. Piąta na igrzyskach panamerykańskich w 2007. Brązowa medalistka igrzysk Ameryki Południowej w 2006 i 2010, a także igrzysk Ameryki Środkowej i Karaibów w 2010. Piąta na mistrzostwach panamerykańskich w 2010. Trzecia na mistrzostwach Ameryki Południowej w 2013 roku.